# Mithracidae
Mithracidae là một họ giáp xác thuộc bộ Decapoda.

## Các chi
- Ala  Lockington, 1877
- Amphithrax Windsor & Felder, 2017
- †Disspinamithrax Feldmann, Schweitzer & Casadío, 2023
- Hemus  A. Milne-Edwards, 1875
- Maguimithrax Klompmaker, Portell, Klier, Prueter & Tucker, 2015
- Microphrys H. Milne Edwards, 1851
- Mithraculus White, 1847
- Mithrax Latreille, 1816
- Nemausa A. Milne-Edwards, 1875
- Nonala Windsor & Felder, 2014
- Omalacantha Streets, 1871
- Petramithrax Windsor & Felder, 2014
- Pitho Bell, 1836
- Teleophrys Stimpson, 1860
- Thoe  Bell, 1836